# Dössel
Dössel ist eine Ortschaft von Warburg im Kreis Höxter, Nordrhein-Westfalen (Deutschland) mit ca. 600 Einwohnern und grenzt nördlich an die Kernstadt.

## Geschichte
Erstmals erwähnt wurde der Ort um 1200 in einem Corveyer Güterregister. Dössel gehörte bis zu den Napoleonischen Kriegen zur Landvogtei Peckelsheim im Hochstift Paderborn. Von 1807 bis 1813 gehörte der Ort zum Kanton Warburg im Departement der Fulda des Königreichs Westphalen. 1816 kam Dössel zum neuen Kreis Warburg in der preußischen Provinz Westfalen, in dem die Gemeinde zum Amt Warburg gehörte, das seit 1932 Amt Warburg-Land hieß.
1846 erfuhr das Dorf eine Flurbereinigung, welche dem in der Warburger Börde gelegenen Agrardorf zugutekam. 1862–1864 wurde nach Entwürfen von Arnold Güldenpfennig die neugotischen Pfarrkirche St. Katharina anstelle eines Vorgängerbaus errichtet.
Während des Zweiten Weltkriegs wurde in der Nähe des Ortes das Offizierslager VI B eingerichtet, auf welches am 27. September 1944 aufgrund einer Verwechslung mit dem Bahnhof Nörde eine britische Bombe abgeworfen wurde, welche 90 Gefangenen das Leben kostete. Die Opfer wurden auf dem Dösseler Friedhof beigesetzt.
Am 1. Januar 1975 wurde Dössel durch das Sauerland/Paderborn-Gesetz in die Stadt Warburg eingemeindet, die gleichzeitig in den Kreis Höxter wechselte.

## Ortsname
Für den heutigen Ortsnamen Dössel gibt es folgende historische Bezeichnungen: Dosele, Dozele.

## Vereine
Dössel hat ein vielfältiges und lebendiges Vereinsleben, welches von vielen Dorfbewohnern aufrechterhalten wird. Das Angebot reicht von Musik bis hin zum Sport und zum verantwortungsvollen Dienst in der Freiwilligen Feuerwehr.
Folgende Vereine gibt es in Dössel:
- Schützenverein (gegründet 1847)
- Freiwillige Feuerwehr (gegründet 1914)
- Musikverein (gegründet 1921)
- Sportverein (gegründet 1960)
- Tennisverein (gegründet 1985)
- Jugendclub (gegründet 1973, Neugründung 1993)
- Hallenbauförderverein (gegründet 1995)

## Söhne und Töchter des Ortes
- Hippolytus Böhlen (1878–1950) war ein Franziskanerpater und Bühnenautor, Redakteur und Vertreter des Jugendschrifttums.
- Heinrich Emmerich, Leiter der kartografischen Abteilung im Vatikan, wurde 1901 in Dössel geboren
- Paul Mohr (1936–2022), Landtagsabgeordneter und Bürgermeister der Stadt Warburg (1989–1999)
- Johannes Ernst, Mitbegründer des Palastorchesters
- Michael Stickeln (* 1968), Bürgermeister der Stadt Warburg (2004–2020), seit November 2020 Landrat des Kreises Höxter